# Саблан-Апурон, Энтони
Энтони Саблан-Апурон (англ. Anthony Sablan Apuron; род. 1 ноября 1945, Хагатна, Территория Гуам, США) —  прелат Римско-католической церкви, член Ордена Братьев Меньших Капуцинов, Великий приор на Гуаме Рыцарского ордена Святого Гроба Господнего Иерусалимского, 2-й архиепископ Аганьи и 4-й титулярный епископ Музуки в Бизацене.

## Биография
Энтони Саблан-Апурон родился в Хагатне на острове Гуам 1 ноября 1945 года. Он был восьмым ребёнком из десяти детей в семье Мануэля Тайхито-Апурона и Аны, урождённой Сантос-Саблан. 18 ноября того же года его крестили. Воспитывался родителями в духе христианского благочестия. В детстве помогал отцу-рыбаку при лове рыбы. В Монгмонге, куда семья переехала из Хатанги во время Второй мировой войны, получил начальное образование в местной элементарной школе, в которой учился с 1952 по 1957 год. 5 декабря 1953 года был допущен до Первого Причастия. 5 мая 1954 года Аполлинарис Баумгартнер, епископ Аганьи провёл над ним конфирмацию. С 1957 по 1960 год обучался в Высшей школе при кафедральном соборе, а с 1960 по 1964 год — в Высшей школе отца Дуэнаса.
Во время обучения он почувствовал призвание к монашеству и принял решение стать капуцином. В июле 1964 года поступил в новициат капуцинов в городке Милтон, в штате Массачусетс, в США. 1 сентября 1965 года принёс временные монашеские обеты. С 1965 по 1969 год изучал философию в общине святого Антония в Хадсоне, в штате Нью-Гемпшир. 1 сентября 1968 года принёс вечные монашеские обеты. 1 июня 1969 года защитил степень бакалавра гуманитарных наук. С 1969 по 1974 год изучал теологию и литургику вначале в общине Непорочной Девы Марии в Гаррисоне, после в Мэрикноллской теологической школе в Оссининге, в штате Нью-Йорк, где в 1972 году защитил степень бакалавра теологии, а в 1973 году — магистра теологии.
В декабре 1971 года вернулся на Гуам. 11 декабря того же года он был рукоположен в сан иподиакона в общине святого Фиделия в Аганье, а 12 декабря — в сан диакона в кафедральном соборе Аганьи. 26 августа 1972 года в соборе Сладчайшего Имени Марии Феликсберто Флорес, епископ Аганьи рукоположил его в сан священника.
8 декабря 1983 года Римский папа Иоанн Павел II назначил его вспомогательным епископом епархии Аганьи с титулом «титулярный епископ Музуки Бизанценской». 19 февраля 1984 года был рукоположен в епископы ординарием Аганьи епископом Феликсберто Камачо Флоресом в сослужении с епископом Гонолулу Джозефом Энтони Феррарио и епископом Нахи Петром Батистом Тадамаро Исигами. 27 октября 1985 года назначен апостольским администратором епархии Аганьи и 10 марта 1986 года — архиепископом Аганьи.